# Apogon hartzfeldii
 Apogon hartzfeldii és una espècie de peix de la família dels apogònids i de l'ordre dels perciformes.

## Morfologia
Els mascles poden assolir els 10 cm de longitud total.

## Distribució geogràfica
Es troba des de les Filipines i Palau fins a Borneo, nord-oest d'Austràlia i el Mar d'Arafura.